# Käte Strobel

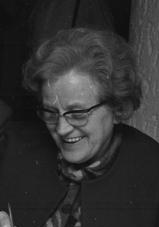
Käte Strobel, 1968

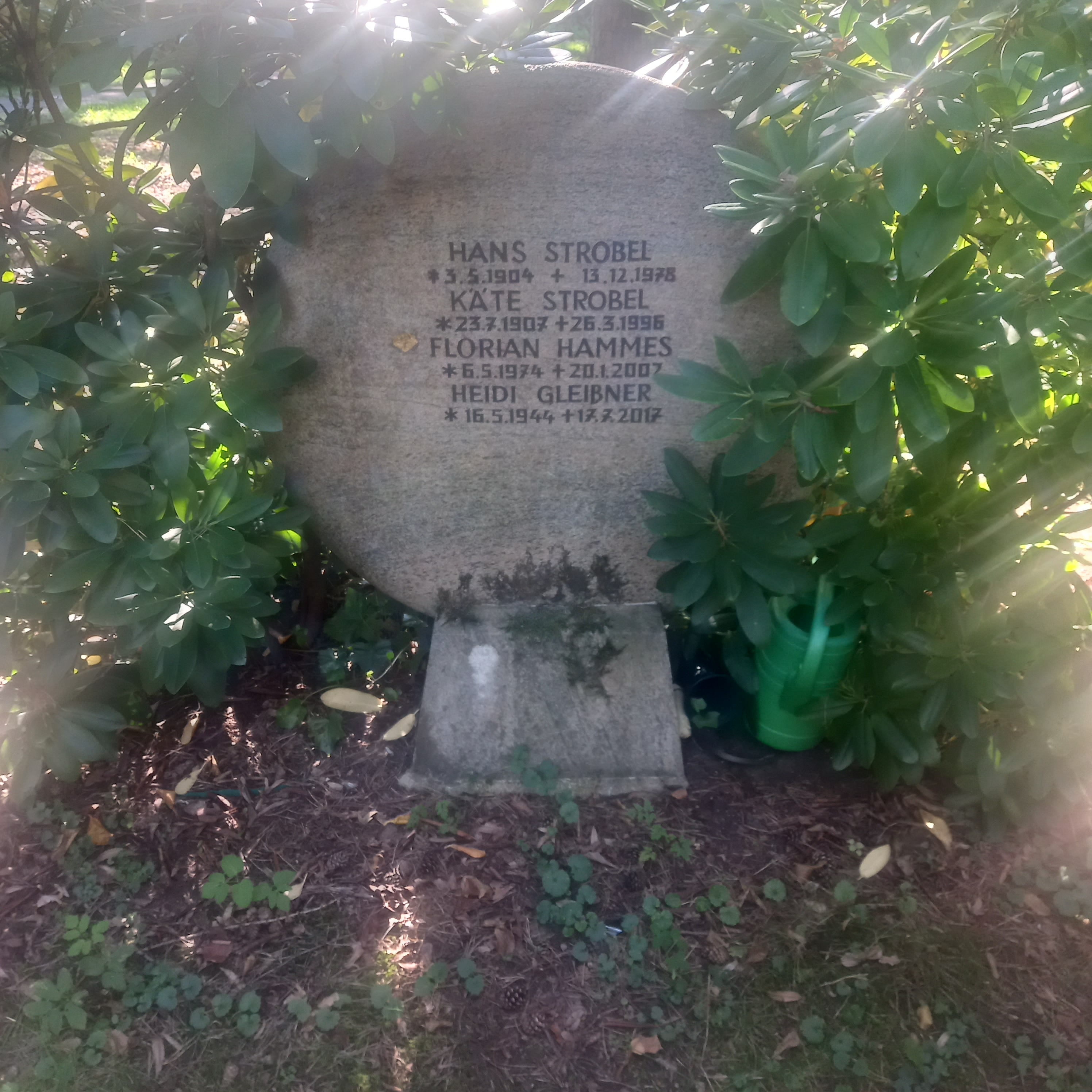
Das Grab von Käte Strobel und ihrem Ehemann Hans im Familiengrab auf dem Südfriedhof (Nürnberg)

Käte Strobel (geborene Müller; * 23. Juli 1907 in Nürnberg; † 26. März 1996 ebenda) war eine deutsche Politikerin (SPD). Sie war von 1966 bis 1969 Bundesministerin für Gesundheitswesen und von 1969 bis 1972 Bundesministerin für Jugend, Familie und Gesundheit.

## Leben und Beruf
Käte Müller war das vierte von sieben Kindern des Schuhmachers und späteren Stadtrates Fritz Müller und seiner Frau Anna, einer gelernten Köchin. Nach dem Besuch von Volks- und Wirtschaftsschule absolvierte sie beim Landesverband für Obst- und Gartenbau eine kaufmännische Ausbildung. Von 1923 bis 1935 war sie dort als kaufmännische Angestellte beschäftigt, von 1935 bis 1939 als Buchhalterin.
Im Jahr 1928 heiratete sie den Schriftsetzer und späteren Buchdruckermeister Hans Strobel. Ihr Mann engagierte sich ebenfalls bei den Sozialdemokraten. 1934 wurde er wegen Vorbereitung des Hochverrats verurteilt und zweieinhalb Jahre im Konzentrationslager Dachau interniert. Später nahm er in einem Strafbataillon am Zweiten Weltkrieg teil und geriet in jugoslawische Kriegsgefangenschaft, aus der er im Jahr 1946 heimkehrte.
In den Jahren 1938 und 1941 gebar Käte Strobel ihre Töchter Traudel und Ilse (später Stadträtin in Nürnberg).
Nach dem Ende ihrer aktiven politischen Laufbahn lebte Strobel in Nürnberg, wo sie 1996 starb. Ihre Grabstätte befindet sich auf dem Südfriedhof.

## Partei
Bereits in ihrer Jugend war Käte Strobel in der Sozialdemokratie aktiv. So engagierte sie sich ab 1921 in der sozialistischen Jugendbewegung und war ab 1924 Mitglied der Kinderfreundebewegung, einer Vorläuferorganisation der Sozialistischen Jugend Deutschlands – Die Falken. Bei den Kinderfreunden stieg sie bald zur Landesvorsitzenden auf, war ab 1932 auch Mitglied der Reichsleitung und behielt diese Positionen bis zum Verbot der Organisation durch die Nationalsozialisten im Jahr 1933.
Seit 1925 bis zum Verbot 1933 gehörte sie der SPD an. Nach Kriegsende engagierte sie sich beim Wiederaufbau der Partei in Franken und Bayern und hatte ab 1946 den Vorsitz der SPD-Frauengruppen in Franken inne. Darüber hinaus war sie stellvertretende Vorsitzende des Bezirksverbandes Franken der SPD sowie Mitglied des Landesausschusses der Bayern-SPD.
In den Jahren 1961 und 1965 gehörte sie zu den Regierungsmannschaften von Willy Brandt für den Fall eines Wahlsieges bei der Bundestagswahl. Von 1958 bis 1971 war sie Mitglied des Bundesvorstandes der SPD und gehörte 1966 bis 1970 dem Präsidium der Partei an. Danach betätigte sie sich in der SPD-Bundesschiedskommission und als Vorsitzende des SPD-Seniorenrates.

## Abgeordnete
Von 1949 bis 1972 war Käte Strobel Mitglied des Deutschen Bundestages. 1949, 1953 und 1957 über die Landesliste Bayern gewählt, vertrat sie ab 1961 als direkt gewählte Abgeordnete den Wahlkreis Nürnberg, in dem sie zuletzt 47,1 % der Erststimmen erzielte, im Parlament.
Vom 27. Februar 1958 bis 26. Januar 1967 war sie auch Mitglied des Europaparlaments, wo sie von März 1962 bis März 1964 als Vizepräsidentin amtierte. Von März 1964 bis Januar 1967 war Strobel Vorsitzende der Sozialistischen Fraktion im Europaparlament.
Von 1972 bis 1978, nach dem Ende ihrer Bundestagszugehörigkeit, war sie Mitglied des Stadtrates von Nürnberg.

## Öffentliche Ämter
Am 1. Dezember 1966 wurde sie als Bundesministerin für Gesundheitswesen in die von Bundeskanzler Kurt Georg Kiesinger geführte Bundesregierung der Großen Koalition berufen. Eines ihrer Anliegen war die sexuelle Aufklärung, zum Beispiel durch die Herausgabe des Sexualkunde-Atlas und die Herstellung und Aufführung des Aufklärungsfilms Helga.
Nach der Bundestagswahl 1969 wurde sie zur Bundesministerin für Jugend, Familie und Gesundheit in der von Willy Brandt geleiteten Bundesregierung ernannt. Nach der Bundestagswahl 1972 schied sie am 15. Dezember 1972 aus der Bundesregierung aus.

## Ehrungen
Mit dem Bayerischen Verdienstorden wurde sie 1962 ausgezeichnet. Sie bekam 1969 das Große Verdienstkreuz mit Stern und 1972 das Große Verdienstkreuz mit Stern und Schulterband der Bundesrepublik Deutschland verliehen. Ihr wurde 1980 als erster Frau die Ehrenbürgerwürde ihrer Heimatstadt Nürnberg verliehen. In Nürnberg ist eine Straße nach ihr benannt. Auch der „Käte-Strobel-Wanderweg“ in Gummersbach-Oberrengse und das dortige Naturfreundehaus/Familien-Ferien-Zentrum, das von ihr eingeweiht wurde, trägt ihren Namen.

## Zitat
„Politik ist eine viel zu ernste Sache, als dass man sie allein den Männern überlassen könnte.“